# Полушкино (Тверская область)
Полушкино — деревня в Конаковском районе Тверской области. Входит в состав Вахонинского сельского поселения.

## География
Находится в юго-восточной части Тверской области на расстоянии приблизительно 9 км на юг по прямой от районного центра города Конаково.

## История
Известна с 1624—1625 годов. В 1859 году здесь (деревня Клинского уезда Московской губернии) было учтено 25 дворов.

## Население
Численность населения: 200 человек (1859 год), 22 (русские 100 %) в 2002 году, 6 в 2010.